# Blow in the Wind
Blow in the Wind é o terceiro álbum de estúdio da banda Me First and the Gimme Gimmes, lançado em 2001 pela gravadora independente Fat Wreck Chords.
Muitas "homenagens" foram feitas nos arranjos das versões deste álbum.
- A introdução de "Blowin' in the Wind" é parecida a uma faixa secreta do álbum Punk in Drublic, do NOFX;
- Sloop John B. é parecida com "Teenage Lobotomy", do Ramones;
- "Elenor" é parecida com "London Calling", do The Clash;
- A introdução de "San Francisco" é idêntica à introdução de "Stranger Than Fiction", do Bad Religion.

Este álbum possui apenas sucessos dos anos 60.
| Críticas profissionais                                                      | Críticas profissionais |
| Avaliações da crítica                                                       | Avaliações da crítica  |
| Fonte                                                                       | Avaliação              |
| --------------------------------------------------------------------------- | ---------------------- |
| allmusic                                                                    | [ 1 ]                  |
| Esta tabela precisa de ser acompanhada por texto em prosa. Consulte o guia. |                        |

## Faixas
1. "Blowin' in the Wind" (Bob Dylan)
2. "Sloop John B." (Tradicional)
3. "Wild World" (Cat Stevens)
4. "Who Put the Bomp (In the Bomp, Bomp, Bomp)" (Barry Mann)
5. "Elenor" (The Turtles)
6. "My Boyfriend's Back" (The Angels)
7. "All My Lovin'" (The Beatles)
8. "Stand by Your Man" (Tammy Wynette)
9. "San Francisco (Be Sure to Wear Flowers in Your Hair)" (Scott McKenzie)
10. "I Only Want to Be with You" (Dusty Springfield)
11. "Runaway" (Del Shannon)
12. "Will You Still Love Me Tomorrow?" (The Shirelles)
13. "Different Drum" (Linda Ronstadt)